# 장바티스트 카미유 코로
장바티스트카미유 코로(Jean-Baptiste-Camille Corot, 1796년 7월 17일~1875년 2월 22일)는 프랑스의 화가이다. 

## 생애
파리의 유복한 포목상의 아들로 태어났으나, 1815년부터 7년동안 포목상의 도제로 있었으며, 평생 독신으로 산 코로가 그림으로 생계를 유지할 수 있게 되는 것은 50세가 넘어서였고 그때까지 부모에게 경제적으로 의존했다. 기본적인 교육은 루앙(College de Rouen)에서 받았는데 이때 장-자크 루소의 영향을 받은 범신론적인 자연 사랑을 키우게 된다. 포목상의 도제로 있을 때 저녁에는 아카데미 스위스에 나가 그림을 배우며 화가로서의 꿈을 키운다. 26세가 되는 1822년에야 부모로부터 그림에 전념할 수 있는 허락을 얻어서 이때부터 전업작가의 길에 들어섰다. 코로에게 영향을 준 스승은 아실 에트나 미샬롱(Achille Etna Michallon)과 장빅토르 베르탱(Jean-Victor Bertin)이며 이들에게 풍경화를 배우며, 이탈리아 여행을 권고 받게된다. 평생 세차례어 걸쳐 이탈리아 여행을 하면서 사실성을 바탕으로한 독자적인 서정적 아름다운을 지닌 풍경화를 제작한다. 살롱에 출품한 것은 1827년부터이며, 이후에는 오래도록 계속 출품하지만, 시종 풍경화가로서 그렸다. 작품은 엄정한 데생을 주장하는 측으로부터는 공격을 받으나 그 겸허한 진실에서 코로는 점차 조용한 존경을 모으고 있었다. 삽화도 적지 않다.

## 작품
작품으로는 《이탈리아의 풍경》도 볼만하지만 또 《두에의 종각(鐘閣)》(1871)과 그 밖의 것도 미묘한 정적(靜寂)을 나타내는 외에, 연못가의 온화한 매력에 넘친 《모르트퐁텐의 추억》 등 다수의 작품이 그려졌다. 코로는 생애에 수많은 풍경화를 남기고 있으나, 그 제작은 언제나 겸양하면서도, 다른 어떤 제작에도 못지 않는 높은 인식으로 풍경화를 드높였다. 더구나 만년엔 즐겨 인물을 그리고 있는데, 만년의 인물은 더욱더 맑아져 조용한 감동을 주는 《푸른 옷을 입은 여인》(1874) 외에 《진주의 여인》(1868 ~ 1870)의 모나리자와 같은 포즈는 그 품격과 묘사의 적확(的確)으로 19세기를 대표하는 작품의 하나로 꼽히고 있다.
코로의 풍경에는 시와 진실이 이상하리만큼 조용히 용해되어 있다. 코로는 빌 다브리에도 집을 가지고 있어 못가를 되풀이하여 그렸는데 코로의 화필에 그 수목은 현실과 꿈의 아름다움을 융합시킨 듯하다. 코로는 겸허하고 타인에 대한 따뜻한 인품 때문에 그 생애는 회화에만 전념하는 진실로 평화로운 것이어서 인생의 풍파도 이 사람을 피하고 있는 것 같다.

## 같이 보기
- 오리엔탈리즘
- 서양화